# VDM Publishing
VDM Publishing é uma editora alemã com sede em Saarbrücken, Alemanha e com escritórios na Argentina,
 Letônia, Ilhas Maurícias e Moldávia.  As submissões não são arbitradas, revistas ou editadas. A produção de seus livros está baseada no conceito de impressão sob encomenda.
A primeira casa editorial do grupo, Verlag Dr Müller, foi fundada em Düsseldorf em 2002 por Wolfgang Philipp Müller (conhecido como Dr. Wolfgang P. Müller) e transferida para Saarbrücken em agosto de 2005. O escritório nas Ilhas Maurícias, aberto em abril de 2007, foi gerenciado por David Benoit Novel de 2008 até maio de 2011; a partir de  junho de 2011, esse escritório passou a ser dirigido por Reezwan Ghanty e Laurent Ribet. Em 2007, o grupo começou a distribuir suas publicações através da Lightning Source, Amazon, Amazon.co.uk  e a companhia alemã Books on Demand. 
As marcas comerciais da VDM publishing —Alphascript, Betascript, Fastbook Publishing and Doyen Verlag— são especializadas em publicar e vender artigos da Wikipédia, via impressão sob encomenda, em livrarias de comércio eletrônico. A Alphascript distribui publicações através de vários revendedores de livros on-line como a Amazon.com.  Até novembro de 2010, cerca de 150,000 títulos foram produzidos dessa forma. Em junho de 2010, a VDM abriu sua própria livraria online: MoreBooks! Publishing.
Os métodos da VDM publishing tem sido criticados por solicitar manuscritos através de milhares de emails, por contribuir para que autores não notáveis possam ostentar um currículo aparentando uma história de publicações supostamente arbitradas, por tirar proveito das contribuições e esforços de voluntários da Wikipédia , e por não deixar suficientemente claro que seu conteúdo é por natureza gratuita. A VDM alega que a Wikipédia é valiosa fonte de informação, e que a VDM não vê problemas em pedir material a autores, que os consumidores são informados sobre a fonte do material, que livros são uma forma conveniente de coletar artigos sobre assuntos interessantes e que os consumidores ficam satisfeitos com os produtos da VDM.

## VDM Publishing
A VDM  Publishing especializou-se em dissertações, teses e projetos de pesquisa em Inglês, Alemão, Russo, Espanhol, Francês.  Seus serviços são gratuitos para os autores. O modelo de negócio envolve uma equipe de editores de aquisição, os quais procuram autores acadêmicos na internet para convida-los, por e-mail, a enviar seus manuscritos. A VDM envia emails a milhares de pessoas que escreveram uma dissertação de mestrado ou tese de doutorado e cuja biblioteca acadêmica disponibilize seu catálogo na web. De acordo com a FAQ da Michigan Tech Thesis and Dissertation: A VDM Verlag é uma legítima editora e seus emails não são uma fraude; seus livros, entretanto, não são revisados ou arbitrados por referees e, de fato, não elevam de maneira significante o nível de publicações do estudante.
Em abril de 2010, a VDM deu início a uma marca devotada à religião,  espiritualidade e teologia Cristã com a Fromm Verlag. Em outubro de 2010, foi lançada a Dictus Publishing para publicar textos políticos relacionados à União Europeia. Em 2011, a marca JustFiction! (ou Just Fiction!) começou a publicar novelas e curtas estórias de autores que nunca  haviam publicado antes. Em agosto de 2011 havia dois livros JustFiction!, no formato kindle, listados na Amazon.com.

### Política Editorial
A VDM alega ser capaz de produzir um livro novo em seis semanas, duas semanas para a capa e quatro semanas para a produção. Não existem custos para o autor, o qual recebe uma cópia gratuita do livro. A VDM "tende a não editar os trabalhos" presumindo que os manuscritos "são já de um alto padrão".  Não é feita revisão para manter os custos baixos. Em 2010, a casa editora Verlag Dr Müller alegava publicar anualmente mais de 10.000 novos títulos e ser assim "uma das editoras líderes da pesquisa acadêmica". En 2011, o grupo VDM Grupo, no seu conjunto, alegava lançar 50.000 novos títulos de livros por mês e a ser o maior editor de livros do mundo.

### Críticas
As práticas comerciais da VDM tem sido criticadas por lucrar com a venda de trabalhos desprotegidos e por não deixar advertir de forma clara que o conteúdo está disponível gratuitamente na Internet. Em novembro de 2009 um artigo no jornal suíço Berner Zeitung descreveu as práticas da VDM como  controvertidas e beirando a fraude. O artigo acusou a VDM de não avisar que os livros publicados eram dissertações acadêmicas, por publicar trabalhos medíocres que mal receberam nota suficiente para passar, e ainda por vendê-los por preços altíssimos. A escritora americana Victoria Strauss caracterizou a VDM Publishing como uma "indústria acadêmica de autores", enquanto o autor Pagan Kennedy nota que as práticas editoriais da VDM são comparáveis à proliferaçao pandêmica da erva kudzu.
Em uma entrevista em 2009 interview publicada na página da Internet da VDM , o gerente Wolfgang Philipp Müller, explicou a reputação de agressiva da VDM Publishing: "Abordamos nossos autores para oferecer a publicação de seus trabalhos. Isto não é considerado boa norma no distinto setor editorial. Por outro lado, nossos consumidores estão totalmente satisfeitos com nosso serviço editorial.”

## Duplicação do conteúdo da Wikipédia

### As Editoras Alphascript e Betascript
A VDM Publishing passou a publicar e vender coleções de artigos gratuitos da Wikipédia, na forma de caros livros,impressos sob encomenda, e que tem sido inadvertidamente adquiridos por bibliotecas.
Para tanto, a VDM criou  várias marcas comerciais: Alphascript Publishing (abril de 2009), a Betascript Publishing (janeiro de 2010), a Fastbook Publishing (julho de 2009) e a  Doyen Verlag (april de 2010). A própria Alphascript fornece a lista de seus parceiros comerciais: amazon.de, amazon.co.uk, amazon.com, knv.de, libri.de, schaltungsdienst.de, bod.de, VDM, VSG, ingrambook.com, umbreit.de, reha Marketing, smartprofessionals.de, xing.de, lightningsource.com, bischoffundpartner.de.
Esses títulos são publicados como tendo sido editados por Frederic P. Miller, Agnes F. Vandome, and John McBrewster os quais aparecem também como sendo autores. Em novembro de 2010 existiam mais de 77.000 títulos listados na Amazon.com. A Betascript lista "Lambert M. Surhone, Miriam T. Timpledon, Susan F. Marseken, Mariam T. Tennoe and Susan F. Henssonow" como editores, apresentando, em novembro de 2010, mais 69.500 títulos.
A Alphascript defende sua prática comercial: "Dificilmente existe outra plataforma mais rápida e melhor do que a Wikipédia para o processamento da informação" para consumidores "que querem se informar sobre um assunto específico", na forma de um livro, ainda que eles possam "ter tudo online e gratuitamente". Em resposta a uma pergunta de uma entrevista sobre se todos livros da Alphascript tiravam seus conteúdos da Wikipédia a Alphascript replicou, "Sim, uma vez que nós acreditamos que a qualidade dos artigos da Wikipédia é tão boa que vale a pena criar livros com eles. A própria Wikipédia deu um impulso para isso. Os artigos publicados na Internet estão livres para serem usados sem mais limitações. Todos autores de textos da Wikipédia sabem, ou pelo menos, deveriam saber disso." Em resposta a se isto estava claro na descrição do produto, a Alphascript respondeu: "Esta indicado em todo livro da Alphascript que o conteúdo consiste de artigos da Wikipédia. Teríamos agora que escrever nos livros da Amazon: “Atenção! O livro contém Wikipédia!”? Então as outras editoras teriam que indicar nos seus livros: “Atenção! O Livro contém bobagens!”, ou: “Atenção! o Livro só contém passagens de sexo!” A VDM também tem sido criticada por "fraude" por vender para bibliotecas artigos impressos da Wikipédia. Uma outra crítica é o grande número de artigos (22.000) com o mesmo editor ou editores.

### Multiplicação de marcas comerciais
No início de 2011, o número de marcas comerciais subitamente cresceu. Em junho de 2011 existiam 38 marcas comerciais inteiramente devotadas à reprodução do conteúdo da Wikipédia.
| Marca comercial          | Nome dos editores                                                                            | Ano de criação | Linguagem                      | Número de títulos em junho de 2011 | Referência |
| ------------------------ | -------------------------------------------------------------------------------------------- | -------------- | ------------------------------ | ---------------------------------- | ---------- |
| Acu Publishing           | Evander Luther                                                                               | 2011           | Inglês, Francês                | 408                                | [ 49 ]     |
| Alphascript Publishing   | Frederic P. Miller Agnes F. Vandome John McBrewster                                          | 2009           | Inglês, Francês                | 176919                             | [ 50 ]     |
| Anim Publishing          | Norton Fausto Garfield                                                                       | 2011           | Inglês, Francês                | 433                                | [ 51 ]     |
| Aud Publishing           | Eldon A. Mainyu                                                                              | 2011           | Inglês, Francês                | 443                                | [ 52 ]     |
| Bellum Publishing        | Othniel Hermes                                                                               | 2011           | Inglês, Francês                | 419                                | [ 53 ]     |
| Betascript Publishing    | Lambert M. Surhone Miriam T. Timpledon Susan F. Marseken Mariam T. Tennoe Susan F. Henssonow | 2010           | Inglês, Francês, Alemão        | 319214                             | [ 54 ]     |
| Brev Publishing          | Germain Adriaan                                                                              | 2011           | Inglês, Francês                | 414                                | [ 55 ]     |
| Cede Publishing          | Barnabas Cristóbal                                                                           | 2011           | Inglês, Francês                | 481                                | [ 56 ]     |
| Ceed Publishing          | Aaron Philippe Toll                                                                          | 2011           | Inglês, Francês                | 527                                | [ 57 ]     |
| Cel Publishing           | Iustinus Tim Avery                                                                           | 2011           | Inglês, Francês                | 393                                | [ 58 ]     |
| Chromo Publishing        | Adam Cornelius Bert                                                                          | 2011           | Inglês, Francês                | 383                                | [ 59 ]     |
| Chrono Press             | Pollux Évariste Kjeld                                                                        | 2011           | Inglês, Francês                | 457                                | [ 60 ]     |
| Civ                      | Zheng Cirino                                                                                 | 2011           | Inglês, Francês                | 434                                | [ 61 ]     |
| Claud Press              | Lóegaire Humphrey                                                                            | 2011           | Inglês, Francês                | 433                                | [ 62 ]     |
| Commun                   | Stefanu Elias Aloysius                                                                       | 2011           | Inglês, Francês                | 421                                | [ 63 ]     |
| Cred Press               | Iosias Jody                                                                                  | 2011           | Inglês, Francês                | 439                                | [ 64 ]     |
| Crypt Publishing         | Hardmod Carlyle Nicolao                                                                      | 2011           | Inglês, Francês                | 434                                | [ 65 ]     |
| Culp Press               | Nethanel Willy                                                                               | 2011           | Inglês, Francês                | 505                                | [ 66 ]     |
| Dicho                    | Delmar Thomas C. Stawart                                                                     | 2011           | Inglês, Francês                | 396                                | [ 67 ]     |
| Dic Press                | Dismas Reinald Apostolis                                                                     | 2011           | Inglês, Francês                | 425                                | [ 68 ]     |
| Dict                     | Knútr Benoit                                                                                 | 2011           | Inglês, Francês                | 493                                | [ 69 ]     |
| Dign Press               | Kristen Nehemiah Horst                                                                       | 2011           | Inglês, Francês                | 391                                | [ 70 ]     |
| Doyen Verlag             | Miscellaneous names                                                                          | 2010           | Alemão                         | 69                                 | [ 71 ]     |
| Duc                      | Jordan Naoum                                                                                 | 2011           | Inglês, Francês                | 415                                | [ 72 ]     |
| Duct Publishing          | Jerold Angelus                                                                               | 2011           | Inglês, Francês                | 443                                | [ 73 ]     |
| Equ Press                | Wade Anastasia Jere                                                                          | 2011           | Inglês, Francês                | 512                                | [ 74 ]     |
| FastBook Publishing      | Miscellaneous names                                                                          | 2009           | Inglês, Francês, Alemão, Russo | 1754                               | [ 75 ]     |
| Fec Publishing           | Columba Sara Evelyn                                                                          | 2011           | Inglês, Francês                | 467                                | [ 76 ]     |
| Fer Publishing           | Waylon Christian Terryn                                                                      | 2011           | Inglês, Francês                | 397                                | [ 77 ]     |
| Fidel                    | Christabel Donatienne Ruby                                                                   | 2011           | Inglês, Francês                | 428                                | [ 78 ]     |
| Flu Press                | Gerd Numitor                                                                                 | 2011           | Inglês, Francês                | 423                                | [ 79 ]     |
| Frac Press               | Harding Ozihel                                                                               | 2011           | Inglês, Francês                | 487                                | [ 80 ]     |
| Ject Press               | Carleton Olegario Máximo                                                                     | 2011           | Inglês, Francês                | 401                                | [ 81 ]     |
| JUNCT                    | Emory Christer                                                                               | 2011           | Inglês, Francês                | 423                                | [ 82 ]     |
| Lect Publishing          | Nuadha Trev                                                                                  | 2011           | Inglês, Francês                | 473                                | [ 83 ]     |
| Loc Publishing           | Timoteus Elmo                                                                                | 2011           | Inglês, Francês                | 386                                | [ 84 ]     |
| Log Press                | Terrence James Victorino                                                                     | 2011           | Inglês, Francês                | 464                                | [ 85 ]     |
| Miss Press               | Niek Yoan                                                                                    | 2011           | Inglês, Francês                | 444                                | [ 86 ]     |
| Novas Edições Acadêmicas | Giulia Drummond Rafael Viana                                                                 | 2013           | Português                      | 9110                               | [ 87 ]     |

## Filiais do Grupo VDM (data e local de criação entre parênteses)
O Grupo VDM tem 23 subsidiárias:

### Editoras
- VDM Verlag Dr. Müller GmbH & Co. KG (2002, Saarbrücken, Germany)
- LAP Lambert Academic Publishing GmbH & Co. KG (Saarbrücken, Germany)[89]
- Südwestdeutscher Verlag für Hochschulschriften GmbH & Co. KG (Saarbrücken, Germany)
- EUE Editions Universitaires Européennes (2010, Saarbrücken, Germany)[19][90]
- Verlag Classic Edition (2009, Saarbrücken, Germany)[91]
- Saarbrücker Verlag für Rechtswissenschaften (2009, Saarbrücken, Germany)[92]
- EAE Editorial Académica Española (2011, Saarbrücken, Germany)[93]
- PUA Publicaciones Universitarias Argentinas (2011, Saarbrücken, Germany)[17][94]
- Fromm Verlag (2010, Saarbrücken, Germany)[95]
- Dictus Publishing (2010, Saarbrücken, Germany) [26]
- JustFiction! Edition (2011, Saarbrücken, Germany)[27][96]
- Doyen Verlag (2010, Saarbrücken, Germany)[97]
- FastBook Publishing (2009, Beau-Bassin, Maurícia)[40]
- Alphascript Publishing (2009, Beau-Bassin, Maurícia)
- Betascript Publishing (2010, Beau-Bassin, Maurícia)

### Serviços
- VDM Publishing House Ltd renamed in 2011 as International Book Market Service Ltd (2008, Beau-Bassin, Mauritius)[98][99]
- VDM Verlagsservicegesellschaft mbH (2008, Saarbrücken, Germany)[100]
- VDM IT-Dienstleistungen GmbH & Co. KG (2008, Saarbrücken, Germany)[101]
- MoreBooks! Publishing GmbH (2009, Chişinău, Moldova)[4]
- Morebooks! The online bookshop (2010, Saarbrücken, Germany)[14]
- BetterBooks! Publishing GmbH (2011, Saarbrücken, Germany)[102]
- NicerBooks! Publishing GmbH (2011, Saarbrücken, Germany)[103]
- VDM Verwaltung Aktiengesellschaft (Saarbrücken, Germany)